# نفق أوقاس
نفق أوقاس أو نفق القرش الأبيض هو نفق جبلي يقع في بلدية أوقاس ضمن دائرة أوقاس في ولاية بجاية.
ويقع هذا النفق في جبال البابور ضمن الجزائر.

## الإنشاء
تم حفر نفق أوقاس أسفل جبل يما تادرارت عند مدخل مدينة أوقاس خلال سنة 1962م مباشرة بعد استقلال الجزائر ليتم أثناء الأشغال اكتشاف «مغارة أوقاس» ذات الطابع الكارستي والمتواجدة على مستوى الطريق الوطني رقم 9 بجانب النفق، على بعد 30 كلم من مدينة بجاية في اتجاه الساحل الشرقي لولاية بجاية المطلة على خليج بجاية.
وقد اكتشفها عمال شركة دولية إيطالية-إسبانية صدفة خلال إنجاز أشغال شق نفق أوقاس الذي طوله 90 مترا لفتح الطريق الوطني رقم 9 الرابط بين مدينة بجاية ومدينة جيجل.
وأثناء القيام بأشغال الحفر، تبيّن للعمال وجود حفرة تنبعث منها برودة شديدة، وبعد دخولهم وجدوا أن هناك مغارة طبيعية كبيرة، تتوفر على الكثير من صواعد الكهوف ونوازل الكهوف، وعلى مسار طويل وعلو معتبر.
وقد تم إغلاق وإهمال هذه المغارة بعد اكتشافها طيلة عشرين سنة إلى غاية عام 1982م، أي أن بداية الثمانينيات قد سمحت بالقيام بحملة تنظيف وتهيئة للمغارة بأمر من السلطات المعنية في ولاية بجاية بغية تحويلها إلى مكان سياحي، حيث تم تزويدها بالإنارة الكهربائبة وخلق الأروقة والمسالك لتسهيل العبور بين ممراتها الصعبة.
وتم افتتاح المغارة بعد عامين من الأشغال خلال موسم 1984م أمام آلاف الزوار يوميا.

## التدفق المروري
تعبر خلال نفق أوقاس يوميا نحو 22 000 مركبة في الاتجاهين على الطريق الوطني رقم 9.
وتمثل شاحنات الوزن الثقيل نحو ثلث إجمالي العربات العابرة لهذا النفق الجبلي الساحلي.

## السقوط الصخري في 2005م
حدث سقوط صخري عند المدخل الغربي لنفق أوقاس أسفل جبل يما تادرارت عند مدخل مدينة أوقاس في ليلة يوم السبت 14 ماي 2005م.
وقد سقطت صخور ضخمة على الطريق الوطني رقم 9 أدت إلى قطع حركة السيارات والراجلين، وتبعها انزلاق عشرات الأمتار المكعبة من التراب التي انهارت على قارعة الطريق.
ولم يشهد الانهيار الصخري أي تعداد من القتلى أو الجرحى من بين ركاب العربات أثناء مرورها على مستوى المدخل الغربي للنفق.
وبعد تنظيف الطريق الوطني من هذه الصخور، تم اقتلاع هضبة صخرية بها صخور غير منستقرة مطلة على سفح الجبل لتفادي سقوط صخور أخرى على ممر الراجلين بجانب طريق العربات.
وقام مجمع كوسيدار [الفرنسية] بتسخير آلياته النختلفة لتنظيف الطريق من بقايا الصخور المتساقطة.
وتم استعمال الحصى المسترجع من أجل بناء جدار تمتين ما بين الطريق الوطني رقم 9 وساحل خليج بجاية من أجل حماية هذا المحور الطرقي الهام من خطر التآكل البحري للشاطئ على مستوى بلدية أوقاس.

## جدار التمتين الغربي
تم إقرار مشروع بناء جدار استنادي بعد السقوط الصخري لسنة 2005م عند المدخل الغربي لنفق أوقاس أسفل جبل يما تادرارت عند مدخل مدينة أوقاس في يوم 14 ماي 2005م.
وهذا الجدار الاستنادي يمتد على طول 150 مترا في جنوب الطريق الوطني رقم 9، ليتم به تجديد المنشأة القديمة المتآكلة.

## السقوط الصخري في 2015م
حدث سقوط صخري قبل 800 متر من المدخل الغربي لنفق أوقاس أسفل جبل يما تادرارت عند مدخل مدينة أوقاس في ظهيرة يوم الثلاثاء 24 فيفري 2015م.
وقد سقطت صخور ضخمة على الطريق الوطني رقم 9 أدت إلى قطع حركة السيارات والراجلين · .
وبلغت حصيلة هذا الانهيار الصخري تعداد 7 قتلى و14 جريحا من بين ركاب العربات التي فاجأها تساقط الصخور عليها.

## مكتبة الصور

موقع بلدية أوقاس
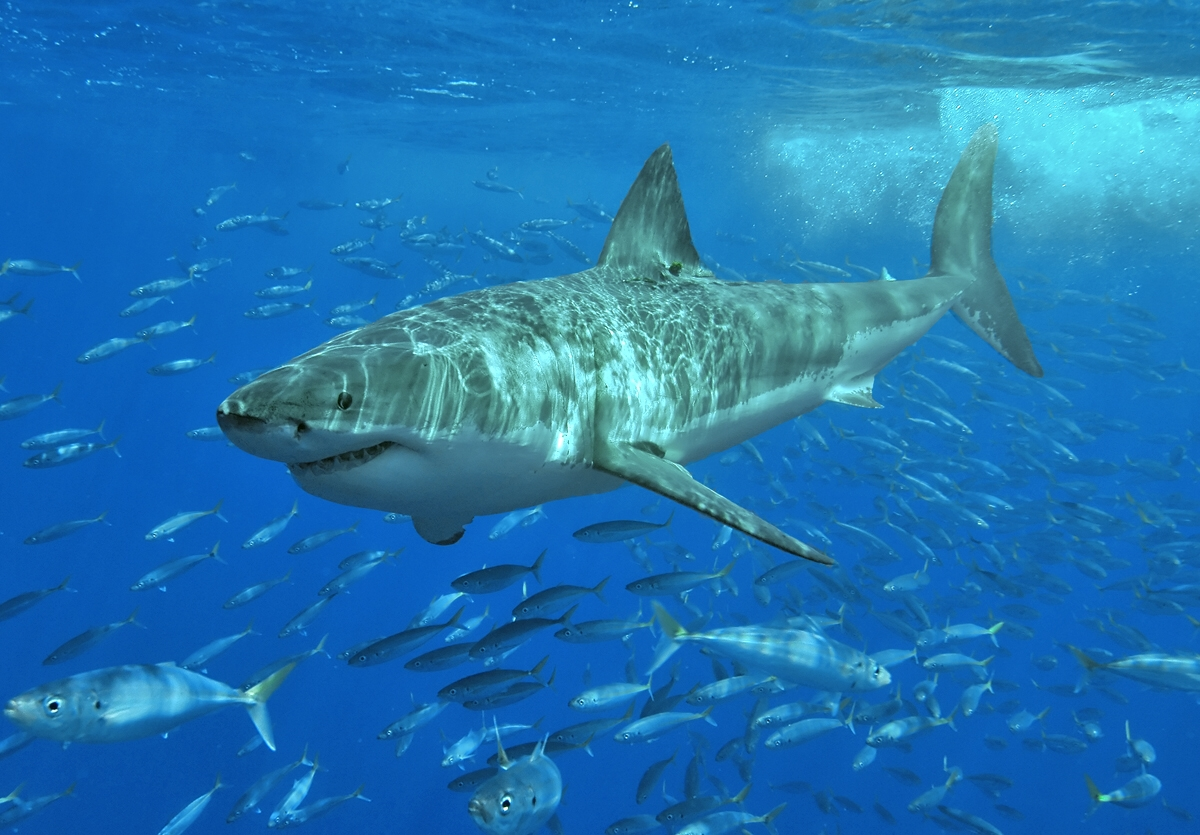
القرش الأبيض أو أوقاس باللغة الأمازيغية
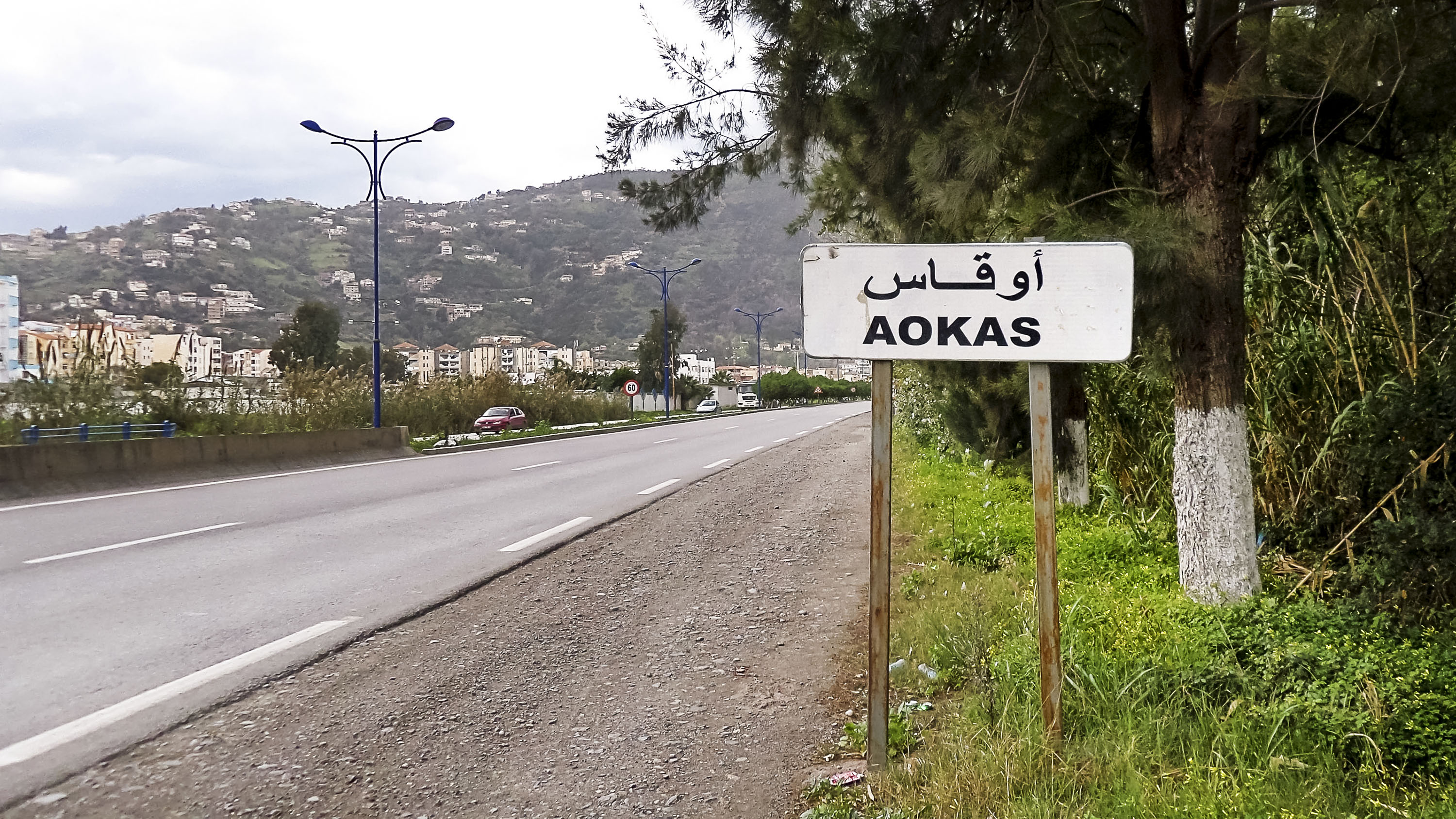
مدخل مدينة أوقاس
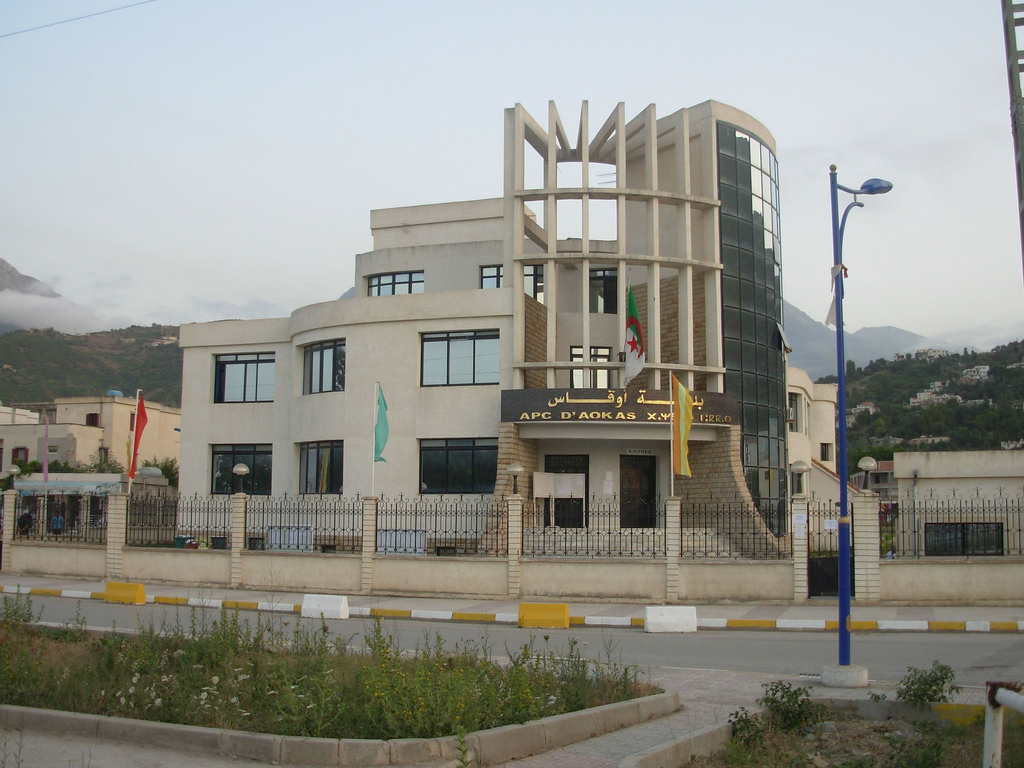
مقر بلدية أوقاس
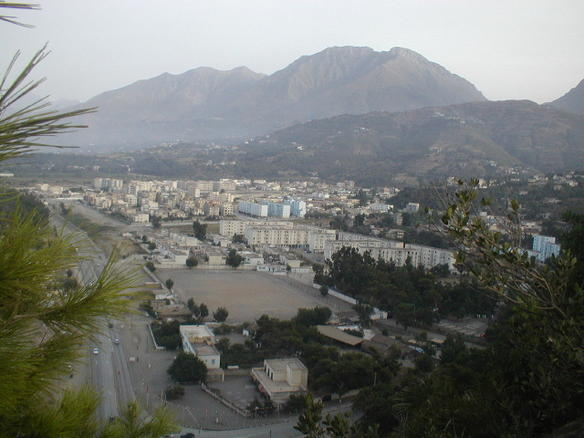
مدينة أوقاس
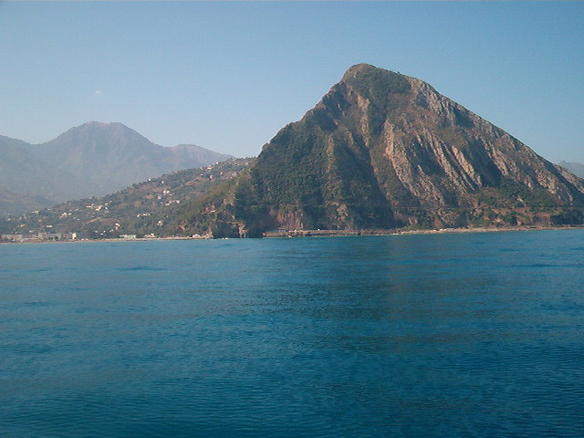
جبل يما تادرارت في بلدية أوقاس
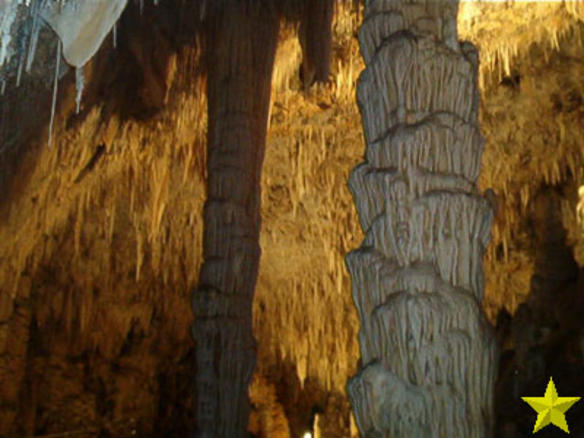
مغارة أوقاس في بلدية أوقاس
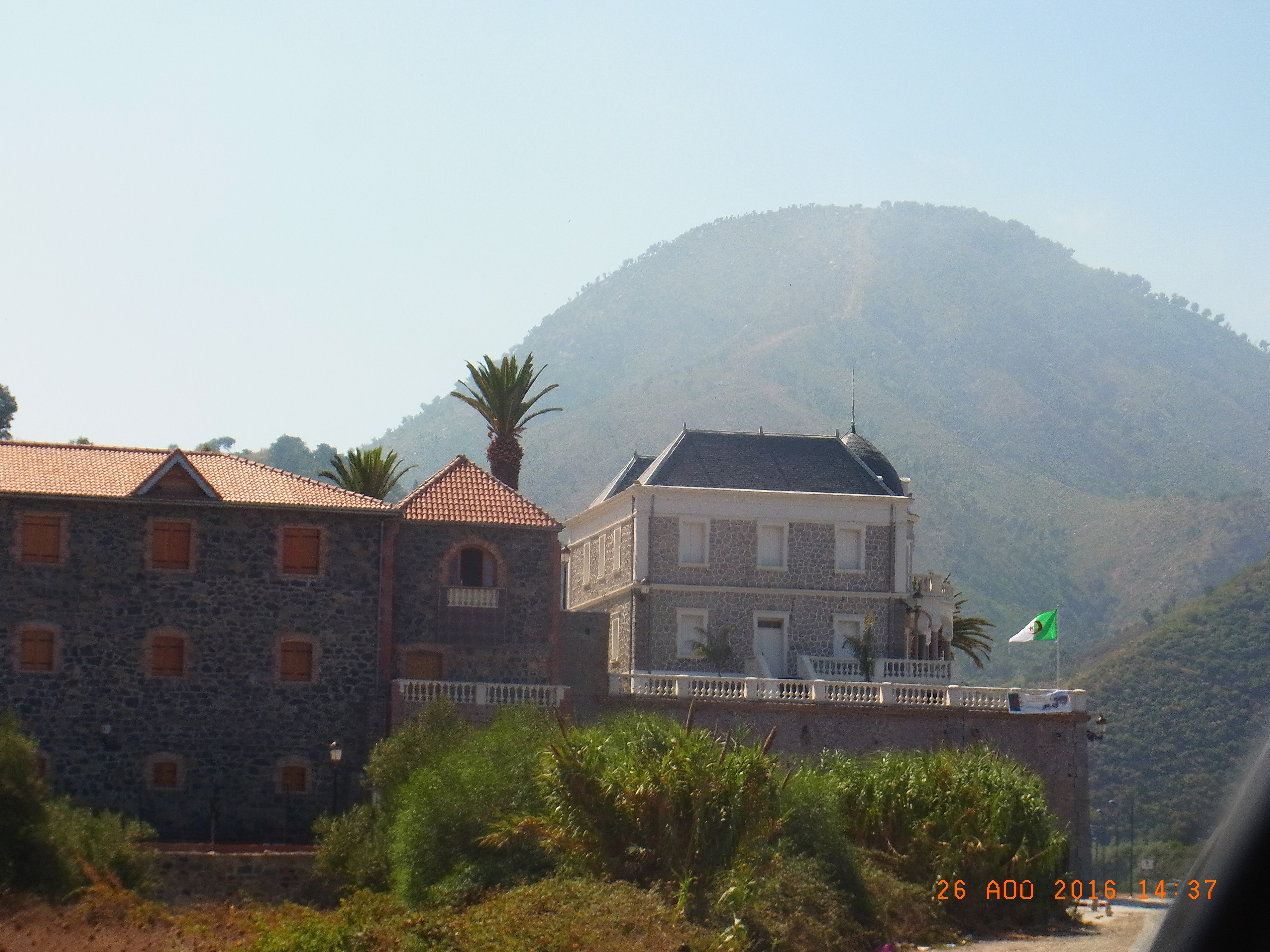
قصر أميرة أوقاس في بلدية أوقاس

### مواضيع ذات صلة
- وزارة النقل الجزائرية
- وزارة الثقافة الجزائرية
- قائمة المواقع والمعالم المصنفة في ولاية بجاية
- النقل في الجزائر
- الأطلس التلي
- جبال جرجرة
- جبال البابور
- جبال الصومام
- جبل يما تادرارت
- ولاية بجاية
- دائرة أوقاس
- بلدية أوقاس
- مغارة أوقاس
- مغارة أقريون
- السياحة في الجزائر
- قائمة المواقع والمعالم المصنفة في الجزائر
- قائمة أهم المعالم السياحية في العالم

### وصلات خارجية
- موقع وزارة النقل الجزائرية
- موقع وزارة الثقافة الجزائرية
- موقع وزارة الموارد المائية الجزائرية

### فيديوهات
- أشغال الجدار الاستنادي عند مدخل نفق أوقاس بولاية بجاية في 2016م على يوتيوب.
- انهيار الصخور عند مدخل نفق أوقاس بولاية بجاية في 24 فيفري 2015م على يوتيوب.
- انهيار الصخور عند مدخل نفق أوقاس بولاية بجاية في 24 فيفري 2015م على يوتيوب.
- انهيار الصخور عند مدخل نفق أوقاس بولاية بجاية في 24 فيفري 2015م على يوتيوب.
- تعريف ووصف مغارة أوقاس بولاية بجاية على يوتيوب.
- مغارة أوقاس بولاية بجاية: كنز يصارع من أجل البقاء على يوتيوب.
- مدخل مغارة أوقاس في ولاية بجاية على يوتيوب.
- جولة داخل مغارة أوقاس في ولاية بجاية على يوتيوب.
- جولة داخل مغارة أوقاس في ولاية بجاية على يوتيوب.
- صور مغارة أوقاس في ولاية بجاية على يوتيوب.
- عرض حول مغارة أوقاس في ولاية بجاية على يوتيوب.